# Ricardo Cortez
Ricardo Cortez (nascido Jacob Krantz; 19 de setembro de 1900 – 28 de abril de 1977) foi um ator norte-americano, que começou sua carreira na era do cinema mudo. Nascido em uma família judia em Nova Iorque (Viena tem sido erroneamente apontado como sua terra natal), ele atuou em mais de 100 filmes entre 1917 a 1960.
Foi o irmão mais velho do cineasta Stanley Cortez (nascido Stanislaus Krantz).
Sepultado no Cemitério de Woodlawn.

## Filmografia parcial

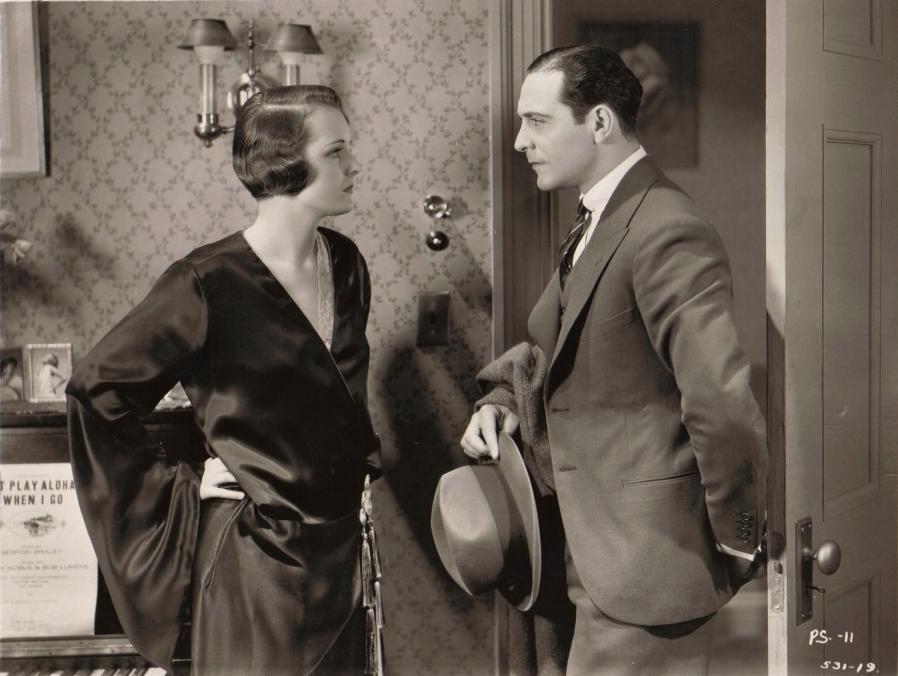
Com Mary Astor

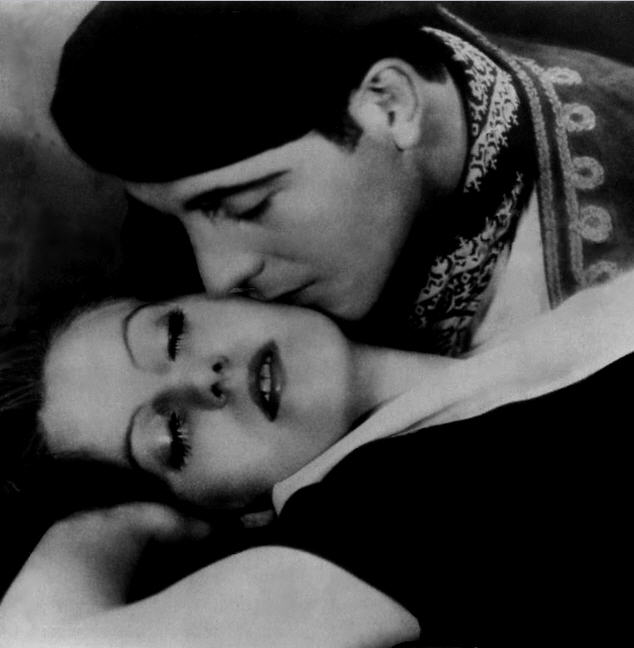
Com Greta Garbo em Torrent (1926)

- The Gentleman from America (1923) (não creditado)
- The Call of the Canyon (1923)
- A Society Scandal (1924)[3]
- The Bedroom Window (1924)
- Feet of Clay (1924)
- The City That Never Sleeps (1924)
- Argentine Love (1924)
- Torrent (1926)
- Volcano! (1926)
- The Sorrows of Satan (1926)
- The Eagle of the Sea (1926)
- Mockery (1927)
- The Private Life of Helen of Troy (1927)
- New York (1927)
- Excess Baggage (1928)
- Montana Moon (1930)
- Her Man (1930)
- Illicit (1931)
- Ten Cents a Dance (1931)
- The Maltese Falcon (1931)
- White Shoulders (1931)
- Bad Company (1931)
- No One Man (1932)
- Thirteen Women (1932)
- Symphony of Six Million (1932)
- The Phantom of Crestwood (1932)
- Flesh (1932)
- Men of Chance (1932)
- Midnight Mary (1933)
- Torch Singer (1933)
- The House on 56th Street (1933)
- The Big Shakedown (1934)
- Hat, Coat and Glove (1934)
- I Am a Thief (1934)
- Mandalay (1934)
- Wonder Bar (1934)
- A Lost Lady (1934)
- Special Agent (1935)
- Shadow of Doubt (1935)
- Frisco Kid (1935)
- The Walking Dead (1936)
- The Case of the Black Cat (1936)
- Talk of the Devil (1936)
- Charlie Chan in Reno (1939)
- Mr. Moto's Last Warning (1939)
- Murder Over New York (1940)
- I Killed That Man (1941)
- Tomorrow We Live (1942)
- Rubber Racketeers (1942)
- The Locket (1946)
- The Last Hurrah (1958)